# I. e. 89
Évszázadok: i. e. 2. század – i. e. 1. század – 1. század
Évtizedek: i. e. 130-as évek – i. e. 120-as évek – i. e. 110-es évek – i. e. 100-as évek – i. e. 90-es évek – i. e. 80-as évek – i. e. 70-es évek – i. e. 60-as évek – i. e. 50-es évek – i. e. 40-es évek – i. e. 30-as évek
Évek: i. e. 94 – i. e. 93 – i. e. 92 – i. e. 91 –  i. e. 90 – i. e. 89 – i. e. 88 – i. e. 87 – i. e. 86 – i. e. 85 – i. e. 84

## Események

### Róma
- Cnaeus Pompeius Strabót és Lucius Porcius Catót választják consulnak. Mindketten az itáliai szövetségesháborút kapják működési területül.
- L. Porcius Cato elesik a felkelő marsik ellen vívott fucia-tavi csatában
- A felkelők megpróbálják felmenteni az ostromlott Asculumot, de Cnaeus Pompeius Strabo legyőzi 60 ezres seregüket. Asculum megadja magát, a várost lerombolják, lakosságának nagy részét lemészárolják.
- A déli csapatok parancsnokságát átvevő Sulla földig rombolja Stabiae városát. Ostrom alá veszi Pompeiit, majd megfutamítja a felmentő seregként érkező szamniszokat és menekülés közben 20 ezret megölet közülük.
- Titus Didius elfoglalja Herculaneumot, de az ütközetben halálos sebet kap.
- Sulla legyőzi a hirpinusokat, majd ügyes manőverezéssel meglepetésszerűen megtámadja a szamniszokat és elfoglalja fővárosukat, Bovianumot.
- Gaius Cosconius praetor Cannae mellett legyőzi a felkelők seregét, akik 15 ezer embert veszítenek. A háború gyakorlatilag véget ér, csak néhány város, mint Nola és Aesernia tartja magát.
- A Lex Plautia Papiria de Civitate Sociis Danda törvény római polgárjogot ad minden itáliai népnek, ha 60 napon belül leteszik a fegyvert. Az új polgárokat úgy osztják be a régi tribusokba vagy az újonnan alapított tíz tribusba, hogy a régi polgárok szavazatai többségben maradjanak.
- Ezt követően a Lex Pompeia de Transpadanis kiterjeszti a római polgárjogot a Pó folyótól északra élőkre is, jutalmul hogy nem csatlakoztak a felkeléshez.

### Hellenisztikus birodalmak
- VI. Mithridatész pontoszi király, mint Róma formális szövetségese, jóvátételt követel az előző évi bithüniai betörésért. A szenátus erre nem hajlandó, mire Mithridatész megszállja Kappadókiát és ismét elűzi onnan a Róma-barát I. Ariobarzanész királyt. Kitör az első mithridatészi háború.

## Halálozások
- Lucius Porcius Cato, római consul
- Marcus Aemilius Scaurus, római consul
- Titus Didius, római consul

## Fordítás
- Ez a szócikk részben vagy egészben  a(z)   89 av. J.-C. című francia Wikipédia-szócikk ezen változatának fordításán alapul.  Az eredeti cikk szerkesztőit annak laptörténete sorolja fel. Ez a jelzés csupán a megfogalmazás eredetét és a szerzői jogokat jelzi, nem szolgál a cikkben szereplő információk forrásmegjelöléseként.